# International Journal of Number Theory
L'International Journal of Number Theory a été créé en 2005 et publié par World Scientific. Il traite de la théorie des nombres et plus précisément la théorie analytique des nombres, les équations diophantiennes et les formes modulaires.   